# Norðvesturkjördæmi
Il distretto elettorale Nord-ovest è uno dei sei distretti elettorali dell'Islanda. Il suo capoluogo è Akranes. Ha 8 rappresentanti nell'Alþingi.
Il distretto elettorale è stato istituito come Norðurland vestra (islandese: Norðurland vestra) nel 1959 in seguito all'estensione a livello nazionale della rappresentanza proporzionale per le elezioni all'Althing. È stato ribattezzato Nord-ovest nel 2003 quando i distretti elettorali Vesturland e Vestfirðir sono stati fusi nel distretto elettorale Nord-ovest in seguito alla riorganizzazione dei distretti elettorali in tutta l'Islanda. Nord-ovest è costituito dalle regioni Norðurland vestra, Vesturland e Vestfirðir. Il distretto elettorale attualmente elegge sette dei 63 membri dell'Althing utilizzando il sistema elettorale a rappresentanza proporzionale a lista aperta di partito. Alle elezioni parlamentari del 2021 aveva 21.541 elettori registrati.

## Sistema elettorale
Il distretto elettorale Nord-ovest, attualmente, elegge sette dei 63 membri dell'Althing utilizzando il sistema elettorale a rappresentanza proporzionale a lista di partito aperta. I seggi elettorali sono assegnati utilizzando il metodo D'Hondt. I seggi compensativi (equalisation seas) sono calcolati in base al voto nazionale e sono assegnati utilizzando il metodo D'Hondt a livello di distretto elettorale. Concorrono per i seggi compensativi solo i partiti che raggiungono la soglia nazionale del 5%. 

## Sottodivisioni
Il distretto elettorale comprende 3 regioni e 26 comuni.
- Regioni: Norðurland vestra, Vestfirðir e Vesturland.

- Il distretto elettorale Nord-Ovest con i propri territori delle cappe di ghiaccio

- Comuni: Akrahreppur, Akranes, Árnes, Blönduós, Bolungarvík, Borgarbyggð, Dalabyggð, Eyjar og Miklaholt, Grundarfjordur, Helgafellssveit, Húnaþing Vestra, Húnavatn, Hvalfjarðarsveit, Ísafjarðarbær, Kaldrananes, Reykhólahreppur, Skagabyggð, Skagafjörður, Skagaströnd, Skorradalur, Snæfellsbær, Strandabyggð, Stykkishólmur, Súðavík, Tálknafjarðarhreppur e Vesturbyggð.